# Mioacris javana
Mioacris javana är en insektsart som beskrevs av Francois Jules Pictet de la Rive och Henri Saussure 1892. Mioacris javana ingår i släktet Mioacris och familjen vårtbitare. Inga underarter finns listade i Catalogue of Life.